# Jacek Zieliński (calciatore 1961)
Jacek Zieliński (Tarnobrzeg, 22 marzo 1961) è un allenatore di calcio ed ex calciatore polacco, di ruolo centrocampista, tecnico del KS Cracovia.

## Palmarès

### Allenatore

#### Competizioni nazionali
- Campionato polacco: 1

Lech Poznań: 2009-2010
- Supercoppa di Polonia: 1

Lech Poznań: 2009